# Leptodontium filiformis
Leptodontium filiformis là một loài Rêu trong họ Pottiaceae. Loài này được (Lorentz) Steere mô tả khoa học đầu tiên năm 1948.